# Nuoto ai I Giochi panamericani
Il nuoto ai Giochi panamericani 1951 ha visto lo svolgimento di 14 gare, 7 maschili e 7 femminili.

## Medagliere
| #      | Nazione     | Oro | Argento | Bronzo | Totale |
| ------ | ----------- | --- | ------- | ------ | ------ |
| 1      | Stati Uniti | 8   | 6       | 3      | 19     |
| 2      | Argentina   | 4   | 5       | 3      | 12     |
| 3      | Brasile     | 2   | 2       | 2      | 6      |
| 4      | Messico     | 0   | 1       | 5      | 6      |
| 5      | Cuba        | 0   | 0       | 1      | 1      |
| Totale | Totale      | 14  | 14      | 14     | 42     |

## Podi

### Uomini
| Evento               | Oro                                                                  | Prest. | Argento                                                                              | Prest. | Bronzo                                           | Prest. |
| Stile libero         |                                                                      |        |                                                                                      |        |                                                  |        |
| 100 m                | Dick Cleveland                                                       |        | Ronald Gora                                                                          |        | Nicasio Silverio                                 |        |
| 400 m                | Tetsuo Okamoto                                                       |        | William Heusner                                                                      |        | Tonatiuh Gutiérrez                               |        |
| 1500 m               | Tetsuo Okamoto                                                       |        | Tonatiuh Gutiérrez                                                                   |        | Efrén Fierro                                     |        |
| Dorso                |                                                                      |        |                                                                                      |        |                                                  |        |
| 100 m                | Allen Stack                                                          |        | Pedro Galvão                                                                         |        | Burwell Jones                                    |        |
| Rana                 |                                                                      |        |                                                                                      |        |                                                  |        |
| 200 m                | Héctor Domínguez                                                     |        | Willy Otto Jordan                                                                    |        | Bowen Stassforth                                 |        |
| Staffette            |                                                                      |        |                                                                                      |        |                                                  |        |
| 4x200 m stile libero | Stati Uniti Ronald Gora Burwell Jones Dick Cleveland William Heusner |        | Brasile Ricardo Esberad Capanema Aram Boghossian João Gonçalves Filho Tetsuo Okamoto |        | Argentina --- ---                                |        |
| 3x100 m misti        | Stati Uniti Allen Stack Bowen Stassforth Dick Cleveland              |        | Argentina --- ---                                                                    |        | Messico Clemente Mejía Alberto Isaac Luis Spamer |        |

### Donne
| Evento               | Oro                            | Prest. | Argento               | Prest. | Bronzo                                                                     | Prest. |
| Stile libero         |                                |        |                       |        |                                                                            |        |
| 100 m                | Sharon Geary                   |        | Jacqueline Lavine     |        | Ana María Schultz                                                          |        |
| 200 m                | Ana María Schultz              |        | Betty Brey            |        | Eileen Holt                                                                |        |
| 400 m                | Ana María Schultz              |        | Carolyn Green         |        | Piedade Tavares                                                            |        |
| Dorso                |                                |        |                       |        |                                                                            |        |
| 100 m                | Maureen O'Brien                |        | Sheila Donahue        |        | Magda Bruggeman                                                            |        |
| Rana                 |                                |        |                       |        |                                                                            |        |
| 200 m                | Dorotea Turnbull               |        | Beatriz Rohde         |        | Carol Pence                                                                |        |
| Staffette            |                                |        |                       |        |                                                                            |        |
| 4x100 m stile libero | Stati Uniti Betty Brey --- --- |        | Argentina --- --- --- |        | Brasile Talita Rodrigues Idamis Busin Ana Lucia Santa Rita Piedade Tavares |        |
| 4x100 m misti        | Stati Uniti --- ---            |        | Argentina --- ---     |        | Messico --- ---                                                            |        |